# Redbourn
Redbourn är en by och en civil parish i distriktet St Albans i Hertfordshire i England. Orten har 4 988 invånare (2001). Byn nämndes i Domedagsboken (Domesday Book) år 1086, och kallades då Redborne.